# カイル・シュワーバー
カイル・ジョセフ・シュウォーバー（Kyle Joseph Schwarber, [ʃwɔːbər]; 1993年3月5日 - ）は、 アメリカ合衆国オハイオ州ミドルタウン出身のプロ野球選手（外野手）。右投左打。MLBのフィラデルフィア・フィリーズ所属。愛称はシュウォーブズ（Schwarbs）。

## 経歴

### プロ入り前
地元のミドルタウン高等学校在籍時の4年間で、打率.408、18本塁打、103打点を記録した。高校卒業後、インディアナ大学へ進学した。
大学時代、好成績を記録し、大学野球アメリカ合衆国代表にも選出された。

### プロ入りとカブス時代
2014年のMLBドラフト1巡目（全体4位）でシカゴ・カブスから指名され、プロ入り。傘下のA-級ボイシ・ホークスでプロデビューし、その後、A級ケーンカウンティ・クーガーズ、A+級デイトナ・カブスに昇格した。
2015年はAA級テネシー・スモーキーズでプレーし、58試合で打率.438、63安打を記録。6月16日にメジャー昇格を果たし、ミゲル・モンテロの負傷に伴い、クリーブランド・インディアンス戦でメジャーデビューを果たした。翌日の試合では指名打者で出場し、MLB初安打を含む5打数4安打、2打点を記録した。MLBで6試合に出場し、打率.364、1本塁打、6打点、8安打を記録したが、モンテロの負傷からの復帰に伴い、AAA級アイオワ・カブスに降格した。7月12日にオールスター・フューチャーズゲームにアメリカ合衆国選抜として出場し、3打数1安打、2打点を記録しMVPを受賞した。7月16日、モンテロの負傷に伴い、再びメジャー昇格した。デビュー1年目は主に左翼手や捕手として出場機会を得て、69試合の出場ながら打率.246、16本塁打、43打点、出塁率.355を記録した。右投手相手には打率.278、14本塁打と得意にしていたのに対し、左投手相手には打率.143、2本塁打と左投手への対応に課題を残した。自身初のポストシーズンでは、外野守備で拙守を露呈したが、打撃ではワイルドカードゲームでピッツバーグ・パイレーツのゲリット・コールから豪快な2点本塁打を放ったのを皮切りに、続くセントルイス・カージナルス戦では4試合で2本の本塁打を放った。ニューヨーク・メッツとのリーグチャンピオンシップシリーズでも同じく4試合で2本塁打を放ち、新人ながらポストシーズンで計5本塁打を記録した。
2016年は開幕から3試合目となった4月7日のアリゾナ・ダイヤモンドバックス戦、2回裏の守備でジーン・セグラの左中間への打球を追って、中堅手のデクスター・ファウラーと交錯し、負傷退場した（セグラの打席の記録はランニング本塁打）。その後、左膝の前十字靭帯と外側側副靱帯の断裂が判明し、シーズン中の復帰は絶望となり、4月11日に60日間の故障者リストに登録された。このシーズンは僅か2試合の出場に留まり、1安打も記録することができなかったが、10月22日に故障者リストから復帰するとアリゾナ・フォールリーグのメサ・ソーラーソックスに参加し、指名打者で出場した。10月25日にワールドシリーズのアクティブロースターに登録され、第1戦から「5番・指名打者」で先発出場した。ワールドシリーズでは打率.412でチームの優勝に貢献した。
2017年の序盤は不振にあえぎ、6月下旬にはマイナーに降格した。それまでの成績は打率.171、12本塁打、28打点で、3打数に1三振を喫した。7月6日にメジャーに昇格すると、最終的に129試合に出場し、打率.211、30本塁打、59打点、出塁率.315を記録した。
2018年は前年オフに30lb（約14kg）減量して開幕を迎えた。オールスターゲームの本塁打競争に参加し、決勝まで進んだ。このシーズンは137試合に出場して自身初となる規定打席に到達し、打率.238、26本塁打、61打点、出塁率.356を記録し、敬遠数ではナショナルリーグ最多となる20を記録した。

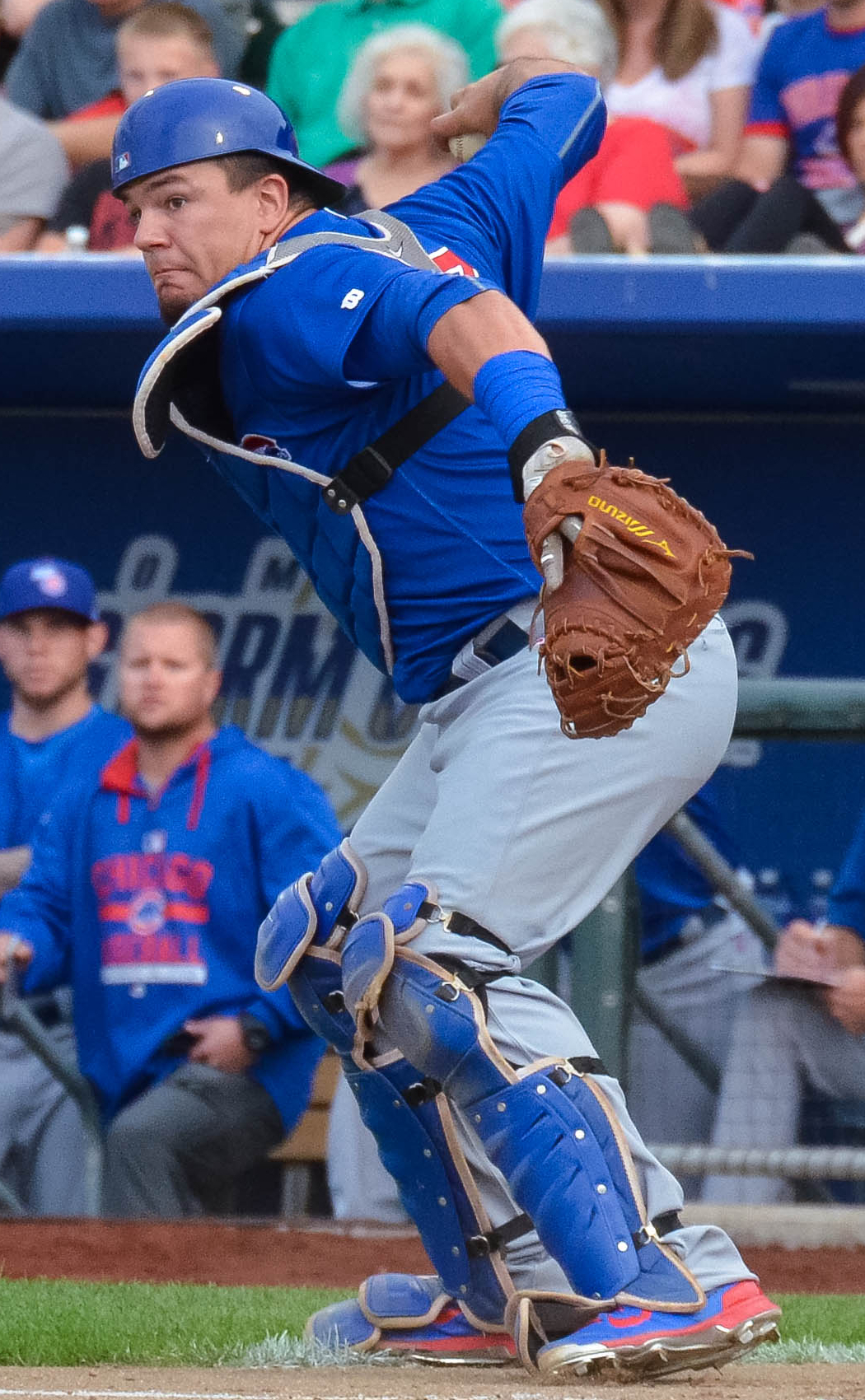
アイオワ・カブス時代

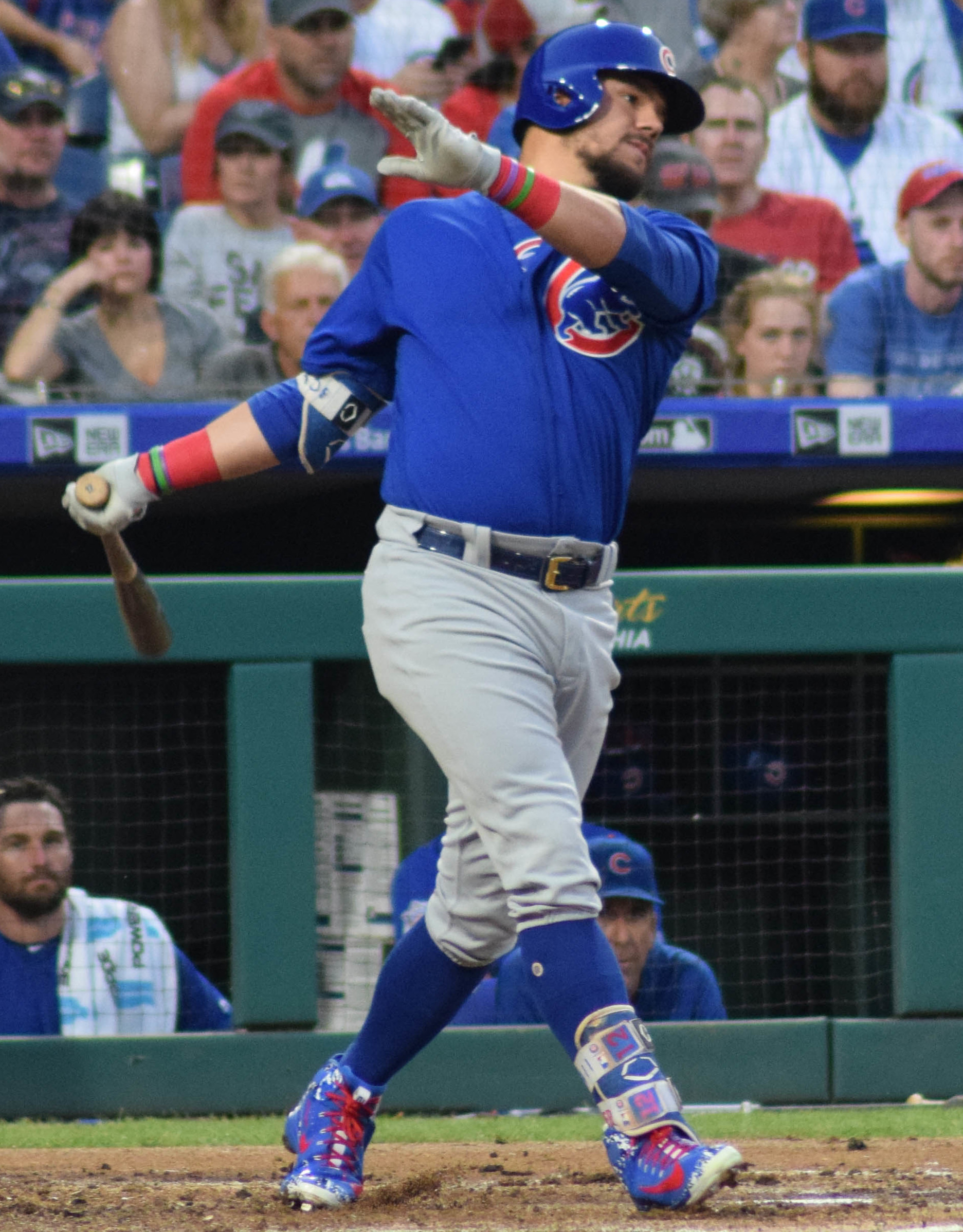
シカゴ・カブス時代
（2018年9月1日）

2019年は自己最多となる155試合に出場し、キャリアハイとなる打率.250、38本塁打、92打点、出塁率.339を記録した。しかし、守備面では左翼手の失策数でナ・リーグ最多となる6を記録し、守備率.947はナ・リーグワーストだった。
2020年は新型コロナウイルスの影響で60試合の短縮シーズンになった中、59試合に出場してナ・リーグワーストとなる打率.188、11本塁打、24打点、出塁率.308に留まった。オフの12月2日にノンテンダーFAとなった。

### ナショナルズ時代

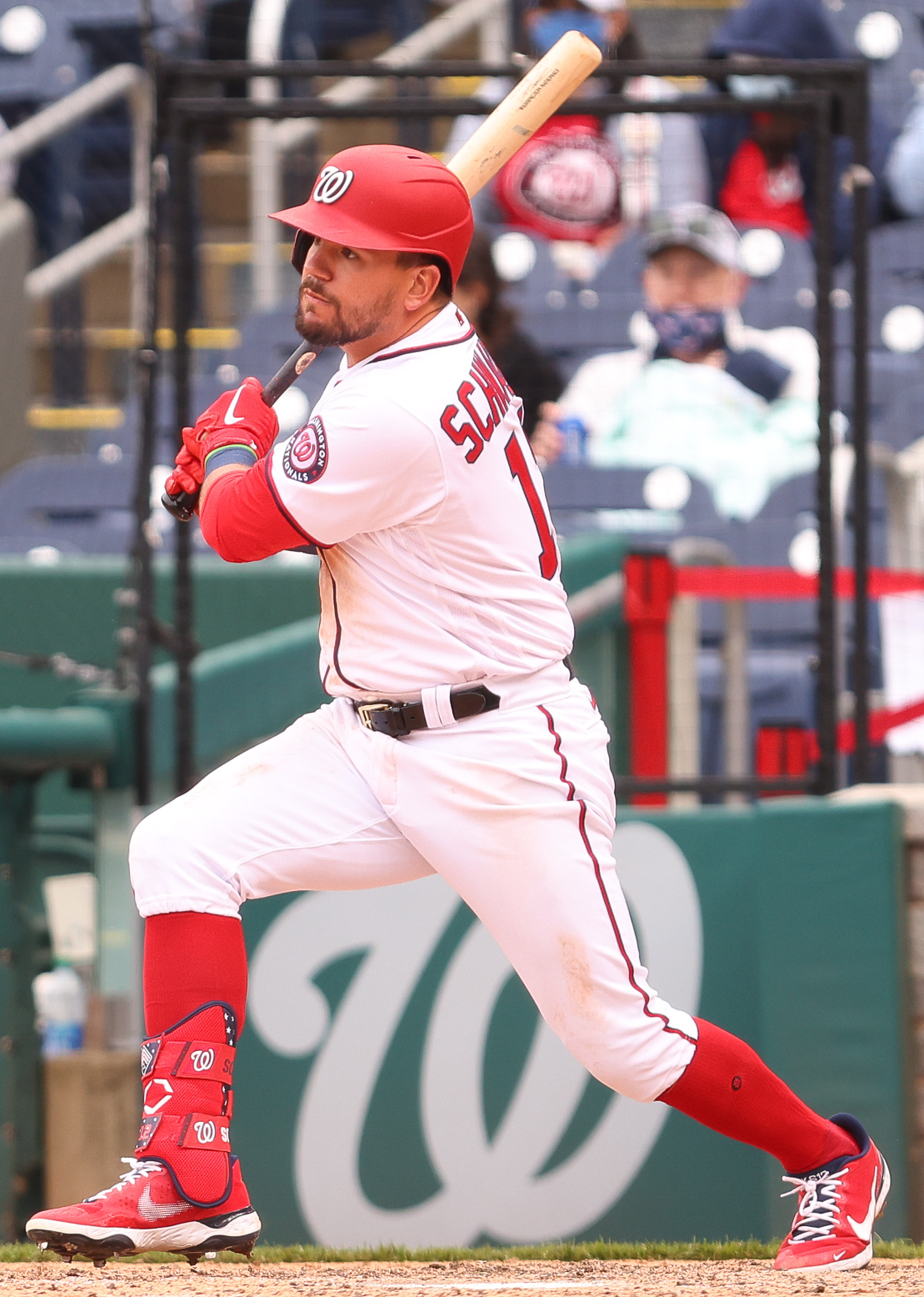
ナショナルズ時代

2021年1月9日にワシントン・ナショナルズと700万ドルの1年契約を結んだ。2022年シーズンは相互オプションとなり、バイアウトの際は300万ドルが支払われる。シーズンでは5月17日にリグレー・フィールドでの前年まで所属したカブス戦に出場すると、カブスファンからはスタンディングオーべションを受け、この試合では本塁打も記録した。6月19日のメッツとのダブルヘッダー2試合目に2本の本塁打を記録し、翌20日のメッツ戦では1回にタイフアン・ウォーカーから先頭打者本塁打を放つと、5回にも再びウォーカーから本塁打、7回にはジェウリス・ファミリアから2点本塁打を放ち、ナショナルズではアンソニー・レンドン以来、史上3人目となる1試合3本塁打を記録した。また、この2試合で計5本塁打を記録しており、2試合で5本塁打はナショナルズではブライス・ハーパー以来となる球団史上2人目の記録となった。6月29日のタンパベイ・レイズ戦でリッチ・ヒルから先頭打者本塁打を放ち、サミー・ソーサ、バリー・ボンズに並ぶMLB歴代10位となる「月間16本塁打」を記録し、6月の月間本塁打数ではソーサの20本塁打に次ぐ歴代2位となった。また、19日のメッツとのダブルヘッダー2試合目から、29日までのレイズ戦の10試合の間で計12本塁打を記録し、1995年にアルバート・ベルが記録した「10試合で12本塁打」に並ぶMLB記録となった。ナショナルズ監督のデーブ・マルティネスは「野球ファンならシュウォーバーを見たら、本当すごいって言葉しか出ないと思うよ。私は野球に長いこと携わってきたが、こんなことは見たことない」とコメントした。前述の活躍から6月は打率.280、16本塁打、30打点、出塁率.362、長打率では脅威の.760を記録し、自身初となるプレイヤー・オブ・ザ・マンスを受賞した。しかし、7月2日のロサンゼルス・ドジャース戦で走塁の際に右ハムストリングを痛め交代し、翌3日にMRI検査を行ったところ異常が発覚した為、10日間の故障者リスト入りした。7月4日に選手間投票で控え野手として自身初めてオールスターに選出されたが、辞退している。

### レッドソックス時代
2021年7月29日にアルド・ラミレスとのトレードで、ボストン・レッドソックスへ移籍した。オフの11月5日にオプションを破棄してFAとなった。

### フィリーズ時代
2022年3月20日にフィラデルフィア・フィリーズと4年総額7900万ドルの契約を結んだ。2年連続でオールスターゲームに選出された。最終的にキャリアハイとなる46本塁打を記録しナ・リーグ本塁打王を獲得した。オフの12月5日には自身初となるセカンドチームの外野手の1人としてオールMLBチームに選出された。
2023年はシーズン開幕前の2月10日に第5回ワールド・ベースボール・クラシック（WBC）のアメリカ合衆国代表に選出された。
レギュラーシーズンでは、打率.197、215三振と粗さが目立ったが、47本塁打、104打点と長打力を発揮し、四球を126個選んだことで、出塁率は.343に達した。なお、打率1割台で40本塁打以上・100打点以上はNPB・MLBを通じて史上初の記録である。
2024年9月5日、トロント・ブルージェイズ戦で初回に記録した先頭打者本塁打はシーズン13本目となり、ニューヨーク・ヤンキースのアルフォンソ・ソリアーノが2003年に作ったMLBのシーズン最多記録に21年ぶりに並んだ。通算でも44本目の先頭打者本塁打でMLB歴代9位タイとなった。9月10日のレイズ戦でシーズン14本目の先頭弾となる35号ソロで先頭打者本塁打のシーズン最多記録を更新した。

## 詳細情報

### 年度別打撃成績
| 年 度     | 球 団     | 試 合 | 打 席 | 打 数 | 得 点 | 安 打 | 二 塁 打 | 三 塁 打 | 本 塁 打 | 塁 打 | 打 点 | 盗 塁 | 盗 塁 死 | 犠 打 | 犠 飛 | 四 球 | 敬 遠 | 死 球 | 三 振 | 併 殺 打 | 打 率 | 出 塁 率 | 長 打 率 | O P S |
| --------- | --------- | ----- | ----- | ----- | ----- | ----- | -------- | -------- | -------- | ----- | ----- | ----- | -------- | ----- | ----- | ----- | ----- | ----- | ----- | -------- | ----- | -------- | -------- | ----- |
| 2015      | CHC       | 69    | 273   | 232   | 52    | 57    | 6        | 1        | 16       | 113   | 43    | 3     | 3        | 0     | 1     | 36    | 1     | 4     | 77    | 4        | .246  | .355     | .487     | .842  |
| 2016      | CHC       | 2     | 5     | 4     | 0     | 0     | 0        | 0        | 0        | 0     | 0     | 0     | 0        | 0     | 0     | 1     | 0     | 0     | 2     | 0        | .000  | .200     | .000     | .200  |
| 2017      | CHC       | 129   | 486   | 422   | 67    | 89    | 16       | 1        | 30       | 197   | 59    | 1     | 1        | 0     | 0     | 59    | 1     | 5     | 150   | 6        | .211  | .315     | .467     | .782  |
| 2018      | CHC       | 137   | 510   | 428   | 64    | 102   | 14       | 3        | 26       | 200   | 61    | 4     | 3        | 1     | 2     | 78    | 20    | 1     | 140   | 6        | .238  | .356     | .467     | .823  |
| 2019      | CHC       | 155   | 610   | 529   | 82    | 132   | 29       | 3        | 38       | 281   | 92    | 2     | 3        | 0     | 6     | 70    | 5     | 5     | 156   | 6        | .250  | .339     | .531     | .871  |
| 2020      | CHC       | 59    | 224   | 191   | 30    | 36    | 6        | 0        | 11       | 75    | 24    | 1     | 0        | 0     | 0     | 30    | 1     | 3     | 66    | 3        | .188  | .308     | .393     | .701  |
| 2021      | WSH       | 72    | 303   | 265   | 42    | 67    | 9        | 0        | 25       | 151   | 53    | 1     | 1        | 0     | 2     | 31    | 1     | 5     | 88    | 4        | .253  | .340     | .570     | .910  |
| 2021      | BOS       | 41    | 168   | 134   | 34    | 39    | 10       | 0        | 7        | 70    | 18    | 0     | 0        | 0     | 0     | 33    | 0     | 1     | 39    | 0        | .291  | .435     | .522     | .957  |
| '21計     | BOS       | 113   | 471   | 399   | 76    | 106   | 19       | 0        | 32       | 221   | 71    | 1     | 1        | 0     | 2     | 64    | 1     | 6     | 127   | 4        | .266  | .374     | .554     | .928  |
| 2022      | PHI       | 155   | 669   | 577   | 100   | 126   | 21       | 3        | 46       | 291   | 94    | 10    | 1        | 0     | 2     | 86    | 3     | 4     | 200   | 10       | .218  | .323     | .504     | .827  |
| 2023      | PHI       | 160   | 720   | 585   | 108   | 115   | 19       | 1        | 47       | 277   | 104   | 0     | 2        | 0     | 3     | 126   | 3     | 6     | 215   | 4        | .197  | .343     | .474     | .817  |
| 2024      | PHI       | 150   | 692   | 573   | 110   | 142   | 22       | 0        | 38       | 278   | 104   | 5     | 3        | 0     | 8     | 106   | 4     | 5     | 197   | 6        | .248  | .366     | .485     | .851  |
| MLB：10年 | MLB：10年 | 1129  | 4660  | 3940  | 689   | 905   | 152      | 12       | 284      | 1933  | 652   | 27    | 17       | 1     | 24    | 656   | 39    | 39    | 1330  | 49       | .230  | .343     | .491     | .834  |

- 2024年度シーズン終了時
- 各年度の太字はリーグ最高

### WBCでの打撃成績
| 年 度 | 代 表          | 試 合 | 打 席 | 打 数 | 得 点 | 安 打 | 二 塁 打 | 三 塁 打 | 本 塁 打 | 塁 打 | 打 点 | 盗 塁 | 盗 塁 死 | 犠 打 | 犠 飛 | 四 球 | 敬 遠 | 死 球 | 三 振 | 併 殺 打 | 打 率 | 出 塁 率 | 長 打 率 |
| ----- | -------------- | ----- | ----- | ----- | ----- | ----- | -------- | -------- | -------- | ----- | ----- | ----- | -------- | ----- | ----- | ----- | ----- | ----- | ----- | -------- | ----- | -------- | -------- |
| 2023  | アメリカ合衆国 | 5     | 20    | 14    | 4     | 3     | 0        | 0        | 2        | 9     | 4     | 0     | 0        | 0     | 0     | 5     | 0     | 1     | 1     | 1        | .214  | .450     | .643     |

### 年度別守備成績
捕手守備
| 年 度 | 球 団 | 捕手（C） | 捕手（C） | 捕手（C） | 捕手（C） | 捕手（C） | 捕手（C） | 捕手（C） | 捕手（C） | 捕手（C） | 捕手（C） | 捕手（C） |
| 年 度 | 球 団 | 試 合     | 刺 殺     | 補 殺     | 失 策     | 併 殺     | 守 備 率  | 捕 逸     | 企 図 数  | 許 盗 塁  | 盗 塁 刺  | 阻 止 率  |
| ----- | ----- | --------- | --------- | --------- | --------- | --------- | --------- | --------- | --------- | --------- | --------- | --------- |
| 2015  | CHC   | 21        | 110       | 7         | 4         | 1         | .967      | 2         | 17        | 14        | 3         | .176      |
| 2017  | CHC   | 4         | 9         | 0         | 0         | 0         | 1.000     | 0         | 0         | 0         | 0         | ----      |
| 2019  | CHC   | 1         | 1         | 0         | 0         | 0         | 1.000     | 0         | 0         | 0         | 0         | ----      |
| MLB   | MLB   | 26        | 120       | 7         | 4         | 1         | .969      | 2         | 17        | 14        | 3         | .176      |

内野守備
| 年 度 | 球 団 | 一塁（1B） | 一塁（1B） | 一塁（1B） | 一塁（1B） | 一塁（1B） | 一塁（1B） |
| 年 度 | 球 団 | 試 合      | 刺 殺      | 補 殺      | 失 策      | 併 殺      | 守 備 率   |
| ----- | ----- | ---------- | ---------- | ---------- | ---------- | ---------- | ---------- |
| 2017  | CHC   | 1          | 0          | 0          | 0          | 0          | ----       |
| 2021  | BOS   | 10         | 65         | 1          | 1          | 8          | .985       |
| MLB   | MLB   | 11         | 65         | 1          | 1          | 8          | .985       |

外野守備
| 年 度 | 球 団 | 左翼（LF） | 左翼（LF） | 左翼（LF） | 左翼（LF） | 左翼（LF） | 左翼（LF） | 右翼（RF） | 右翼（RF） | 右翼（RF） | 右翼（RF） | 右翼（RF） | 右翼（RF） |
| 年 度 | 球 団 | 試 合      | 刺 殺      | 補 殺      | 失 策      | 併 殺      | 守 備 率   | 試 合      | 刺 殺      | 補 殺      | 失 策      | 併 殺      | 守 備 率   |
| ----- | ----- | ---------- | ---------- | ---------- | ---------- | ---------- | ---------- | ---------- | ---------- | ---------- | ---------- | ---------- | ---------- |
| 2015  | CHC   | 41         | 42         | 1          | 1          | 0          | .977       | 4          | 3          | 0          | 0          | 0          | 1.000      |
| 2016  | CHC   | 2          | 1          | 0          | 0          | 0          | 1.000      | -          | -          | -          | -          | -          | -          |
| 2017  | CHC   | 110        | 141        | 7          | 5          | 1          | .967       | -          | -          | -          | -          | -          | -          |
| 2018  | CHC   | 120        | 174        | 11         | 1          | 0          | .995       | -          | -          | -          | -          | -          | -          |
| 2019  | CHC   | 140        | 214        | 7          | 6          | 0          | .974       | -          | -          | -          | -          | -          | -          |
| 2020  | CHC   | 48         | 70         | 3          | 0          | 0          | 1.000      | -          | -          | -          | -          | -          | -          |
| 2021  | WSH   | 72         | 127        | 3          | 3          | 1          | .977       | -          | -          | -          | -          | -          | -          |
| 2021  | BOS   | 15         | 23         | 1          | 0          | 2          | 1.000      | -          | -          | -          | -          | -          | -          |
| '21計 | BOS   | 87         | 150        | 4          | 3          | 3          | .981       | -          | -          | -          | -          | -          | -          |
| 2022  | PHI   | 138        | 182        | 3          | 1          | 0          | .995       | -          | -          | -          | -          | -          | -          |
| 2023  | PHI   | 103        | 166        | 2          | 5          | 0          | .971       | -          | -          | -          | -          | -          | -          |
| 2024  | PHI   | 5          | 10         | 0          | 0          | 0          | 1.000      | -          | -          | -          | -          | -          | -          |
| MLB   | MLB   | 795        | 1150       | 38         | 22         | 4          | .982       | 4          | 3          | 0          | 0          | 0          | 1.000      |

- 2024年度シーズン終了時
- 各年度の太字はリーグ最高

### タイトル
- 本塁打王：1回（2022年）

### 表彰
MiLB
- オールスター・フューチャーズゲームMVP：1回（2015年）

MLB
- シルバースラッガー賞（外野手部門）：1回（2022年）
- プレイヤー・オブ・ザ・マンス：2回（2021年6月、2022年6月）
- Topps ルーキーオールスターチーム（英語版）（外野手部門：2015年）
- MLBオールスターゲームMVP：1回（2025年）
- オールMLBチーム[39]
  - セカンドチーム外野手：1回（2022年）

### 記録
MiLB
- オールスター・フューチャーズゲーム選出：1回（2015年）

MLB
- MLBオールスターゲーム選出：3回（2021年、2022年、2025年）
- 月間本塁打数：16本塁打（2021年6月）※サミー・ソーサ、バリー・ボンズと並びMLB歴代10位[注釈 1]、6月の月間本塁打数では同2位[40]
- シーズン最多先頭打者本塁打：15本（2024年）

### 背番号
- 12（2015年 - 2021年途中、2022年 - ）
- 18（2021年途中 - 同年終了）

### 代表歴
- 2013年日米大学野球選手権大会アメリカ合衆国代表
- 2023 ワールド・ベースボール・クラシック・アメリカ合衆国代表